# ボアズ (アラバマ州)
ボアズ（英: Boaz）は、アメリカ合衆国アラバマ州のマーシャル郡にある都市。人口は1万0107人（2020年）。ガズデン都市圏に含まれる。アウトレット店で知られる。警察署と消防署が一箇所ずつある。市域の一部はエトワ郡に入っている。

## 地理
国勢調査局によると総面積は31.7平方キロ（12.2平方マイル）で、うち陸地が31.6平方キロ（12.2平方マイル）を、総面積の0.49%にあたる0.2平方キロ（0.1平方マイル）を水域が占める。

## 人口動態
2000年国勢調査時点で、この市には7411人、3155世帯、2085家族が暮らしている。人口密度は1平方キロあたり234.5人で、平方マイルに換算すると607.7人となる。住居数は3468軒で、1平方キロに平均109.8軒（1平方マイルあたりでは284.4軒）が建っていることになる。住民のうち白人は93.50%、アフリカ系は1.31%、ネイティブ・アメリカンは0.47%、アジア系は0.45%、太平洋諸島系は0.04%、その他の人種は3.01%、混血は1.23%、ヒスパニック（ラテン系）は4.98%を占める。
3155世帯のうち28.7%は18歳未満の子どもと暮らしており、50.8%は夫婦で生活している。12.6%は未婚の女性が世帯主であり、33.9%は家族以外の住人と同居している。30.7%が独り身世帯で、16.3%を独居老人の世帯が占める。1世帯あたりの平均構成人数は2.30人、家庭の平均構成人数は2.86人である。
住民のうち23.0%が18歳未満の未成年、8.3%が18歳以上24歳以下、26.2%が25歳以上44歳以下、23.3%が45歳以上64歳以下、19.2%が65歳以上となっており、平均年齢は39歳である。女性100人に対して男性が83.8人いる一方、18歳以上の女性100人に対しては78.5人いる。
一世帯あたりの平均収入は2万5699米ドル、家族ごとでは3万4018米ドルである。男性の平均収入は2万9504米ドル、女性の平均収入は2万1750米ドルで、労働者でない人々も含めた住民一人当たりの収入は1万5664米ドルとなる。総人口の18.7%、家族の13.9%、18歳未満の子どもの20.7%、および65歳以上の高齢者の25.4%は貧困線以下の収入で生計を立てている。

## 教育
2004年5月、ボアズ市はマーシャル郡学校体系から ボアズ市学校体系 に移行した。市の学校体系のもと、下記の5校が運営されている。
- ボアズ小学校
- コーリー小学校
- ボアズ中間学校
- ボアズ中学校
- ボアズ高校

このほかにも スニード州立コミュニティ・カレッジ がある。